# Малентрата (Бергамо)
Малентрата је насеље у Италији у округу Бергамо, региону Ломбардија.
Према процени из 2011. у насељу је живело 41 становника. Насеље се налази на надморској висини од 688 м.